# Zapasy na Letnich Igrzyskach Olimpijskich 1952 – kategoria do 67 kg w stylu wolnym
Zmagania mężczyzn do 67 kg to jedna z ośmiu męskich konkurencji w zapasach w stylu wolnym rozgrywanych podczas Letnich Igrzysk Olimpijskich 1952. Pojedynki w tej kategorii wagowej odbyły się w dniach 20 – 23 lipca.
Punktacja opierała się na systemie "złych punktów karnych". Przegrany otrzymywał 3 punkty. Zwycięzca otrzymywał zero punktów za wygraną przez "tusz" (łopatki), a jeden punkt za wygraną decyzją trzech sędziów. Uzyskanie pięciu lub więcej punktów karnych eliminowało zapaśnika z turnieju. Najlepsza trójka walczyła w rundzie finałowej. 

## Klasyfikacja[1]
| Miejsce | Nazwisko                  | Kraj                       |
| ------- | ------------------------- | -------------------------- |
| 1       | Olle Anderberg            | Szwecja                    |
| 2       | Tommy Evans               | USA                        |
| 3       | Tofigh Jahanbakht         | Iran                       |
| 4       | Aram Jaltyrjan            | ZSRR                       |
| 5       | Risto Talosela            | Finlandia                  |
| 6       | Heini Nettesheim          | Niemcy                     |
| 6       | Takeo Shimotori           | Japonia                    |
| 8       | Jan Cools                 | Belgia                     |
| 8       | Blondie Pienaar           | Związek Południowej Afryki |
| 10      | Tevfik Yüce               | Turcja                     |
| 11      | Dick Garrard              | Australia                  |
| 11      | József Gál                | Węgry                      |
| 13      | Osvaldo Blasi             | Argentyna                  |
| 13      | Paul Besson               | Szwajcaria                 |
| 15      | Erik Østrand              | Dania                      |
| 16      | Garibaldo Nizzola         | Włochy                     |
| 17      | Muhammad Abd al-Aziz Badr | Egipt                      |
| 17      | Ray Myland                | Wielka Brytania            |
| 17      | Arístides Pérez           | Gwatemala                  |
| 17      | Jack Vard                 | Irlandia                   |
| 17      | O Tae-geun                | Korea Południowa           |
| 17      | Mario Tovar               | Meksyk                     |
| 17      | Bjørn Larsson             | Norwegia                   |

## Wyniki

### Pierwsza runda[2]
| Zwycięzca         | Punkty karne | Wynik        | Przegrany                 | Punkty karne |
| ----------------- | ------------ | ------------ | ------------------------- | ------------ |
| Tevfik Yüce       | 1            | Decyzja, 3:0 | Ray Myland                | 3            |
| Tofigh Jahanbakht | 1            | Decyzja, 3:0 | József Gál                | 3            |
| Heini Nettesheim  | 0            | Łopatki      | O Tae-geun                | 3            |
| Osvaldo Blasi     | 0            | Łopatki      | Arístides Pérez           | 3            |
| Dick Garrard      | 1            | Decyzja, 3:0 | Jack Vard                 | 3            |
| Jay Thomas Evans  | 1            | Decyzja, 3:0 | Muhammad Abd al-Aziz Badr | 3            |
| Takeo Shimotori   | 1            | Decyzja, 3:0 | Bjørn Larsson             | 3            |
| Jan Cools         | 1            | Decyzja, 3:0 | Mario Tovar               | 3            |
| Garibaldo Nizzola | 1            | Decyzja, 3:0 | Erik Østrand              | 3            |
| Olle Anderberg    | 0            | Łopatki      | Aram Jaltyrjan            | 3            |
| Risto Talosela    | 0            | Łopatki      | Paul Besson               | 3            |
| Blondie Pienaar   | 0            | Bez walki    |                           |              |

### Druga runda[3]
| Zwycięzca         | Punkty karne | Wynik        | Przegrany                 | Punkty karne |
| ----------------- | ------------ | ------------ | ------------------------- | ------------ |
| Tevfik Yüce       | 2            | Decyzja, 3:0 | Blondie Pienaar           | 3            |
| Tofigh Jahanbakht | 1            | Łopatki      | Ray Myland                | 6            |
| József Gál        | 4            | Decyzja, 3:0 | O Tae-geun                | 6            |
| Heini Nettesheim  | 0            | Łopatki      | Arístides Pérez           | 6            |
| Dick Garrard      | 2            | Decyzja, 3:0 | Osvaldo Blasi             | 3            |
| Jay Thomas Evans  | 1            | Łopatki      | Jack Vard                 | 6            |
| Takeo Shimotori   | 2            | Decyzja, 3:0 | Muhammad Abd al-Aziz Badr | 6            |
| Jan Cools         | 1            | Decyzja, 3:0 | Bjørn Larsson             | 6            |
| Erik Østrand      | 4            | Decyzja, 3:0 | Mario Tovar               | 6            |
| Olle Anderberg    | 1            | Decyzja, 3:0 | Garibaldo Nizzola         | 4            |
| Aram Jaltyrjan    | 3            | Łopatki      | Risto Talosela            | 3            |
| Paul Besson       | 3            | Bez walki    |                           |              |

### Trzecia runda[4]
| Zwycięzca         | Punkty karne | Wynik        | Przegrany         | Punkty karne |
| ----------------- | ------------ | ------------ | ----------------- | ------------ |
| Blondie Pienaar   | 4            | Decyzja, 3:0 | Paul Besson       | 6            |
| Tofigh Jahanbakht | 2            | Decyzja, 2:1 | Tevfik Yüce       | 5            |
| József Gál        | 5            | Decyzja, 2:1 | Heini Nettesheim  | 3            |
| Jay Thomas Evans  | 2            | Decyzja, 3:0 | Osvaldo Blasi     | 6            |
| Takeo Shimotori   | 3            | Decyzja, 3:0 | Dick Garrard      | 5            |
| Olle Anderberg    | 1            | Łopatki      | Jan Cools         | 4            |
| Aram Jaltyrjan    | 4            | Decyzja, 3:0 | Erik Østrand      | 7            |
| Risto Talosela    | 3            | Bez walki    |                   |              |
|                   |              | Wycofał się  | Garibaldo Nizzola | -            |

### Czwarta runda[5]
| Zwycięzca         | Punkty karne | Wynik        | Przegrany        | Punkty karne |
| ----------------- | ------------ | ------------ | ---------------- | ------------ |
| Risto Talosela    | 4            | Decyzja, 3:0 | Blondie Pienaar  | 6            |
| Tofigh Jahanbakht | 3            | 2-1          | Heini Nettesheim | 6            |
| Jay Thomas Evans  | 2            | Łopatki      | Jan Cools        | 7            |
| Olle Anderberg    | 1            | Łopatki      | Takeo Shimotori  | 6            |
| Aram Jaltyrjan    | 4            | Bez walki    |                  |              |

### Piąta runda[6]
| Zwycięzca         | Punkty karne | Wynik        | Przegrany      | Punkty karne |
| ----------------- | ------------ | ------------ | -------------- | ------------ |
| Tofigh Jahanbakht | 4            | Decyzja, 3:0 | Aram Jaltyrjan | 7            |
| Jay Thomas Evans  | 2            | Łopatki      | Risto Talosela | 7            |
| Olle Anderberg    | 1            | Bez walki    |                |              |

### Runda finałowa
| Zwycięzca        | Punkty karne | Wynik        | Przegrany         | Punkty karne |
| ---------------- | ------------ | ------------ | ----------------- | ------------ |
| Olle Anderberg   | 2            | Decyzja, 3:0 | Tofigh Jahanbakht | 7            |
| Olle Anderberg   | 3            | Decyzja, 2:1 | Jay Thomas Evans  | 5            |
| Jay Thomas Evans | 6            | Decyzja, 3:0 | Tofigh Jahanbakht | 10           |